# Percepção de máquina
A percepção de máquina é a capacidade de um sistema computacional interpretar dados de maneira que seja similar a como os humanos usam seus sentidos para se relacionar com o mundo ao seu redor. O método básico para os computadores compreenderem e responderem ao seu ambiente se dá através do hardware a que estão vinculados. Até recentemente, a entrada de dados era limitada a um teclado ou mouse, mas avanços na tecnologia, tanto em hardware quando em software, permitiram que os computadores integrassem entradas sensoriais de forma similar aos humanos.
A percepção de máquina permite que o computador use sua entrada sensorial, assim como meios computacionais convencionais de coleta de informação, para coletar informações com maior precisão e apresentá-las de uma forma que seja mais confortável para o usuário. Tais entradas sensoriais incluem a visão e audição computacionais, toque e olfato de máquina, já que odores artificiais são, a níveis atômicos, moleculares e de compostos químicos indiscerníveis e idênticos aos naturais.
O objetivo final da percepção de máquina é dar às máquinas a habilidade de ver, sentir e perceber o mundo como os humanos o fazem, e portanto, para que sejam capazes de explicar de forma humana por que estão fazendo suas decisões, avisar-nos quando estão falhando e mais importante, por que estão falhando. Esse propósito é muito similar aos propósitos propostos para a inteligência artificial em geral, com a diferença de que a percepção de máquina garantiria apenas senciência limitada às máquinas, em vez de conceder consciência completa, autoconsciência, e intencionalidade.

## Visão de máquina
A visão computacional é um campo que inclui métodos de adquirir, processar, analisar e entender imagens e dados de alta dimensão do mundo real a fim de produzir informações numéricas ou simbólicas, isso é, em forma de decisões. A visão computacional já possui muitas aplicações em uso hoje como o reconhecimento facial, modelagem geográfica e até juízos estéticos.
No entanto, as máquinas ainda têm dificuldade para interpretar entradas visuais precisamente caso estejam embaçadas ou caso o ponto de vista em que os estímulos são vistos variem. Computadores também têm dificuldade de determinar o natureza adequada de alguns estímulos caso sobrepostos ou perfeitamente toquem outro estímulo. Isso se refere ao Princípio de Boa Continuação. Máquinas também têm dificuldade de perceber e registrar estímulo funcionando de acordo com o princípio do Movimento Aparente, que é um campo de pesquisa napsicologia da Gestalt. 

## Audição de máquina
A audição de máquina, também conhecida como escuta de máquina ou audição computacional, é a habilidade de um computador ou máquina de compreender e processar dados sonoros como discursos ou música. Essa área possui uma grande variedade de aplicação que inclui gravação e compressão musical, síntese e reconhecimento de fala. Além disso, essa tecnologia permite que a máquina replique a habilidade do cérebro humano de focar seletivamente num som específico entre muitos outros sons e barulho de fundo concorrentes. Essa habilidade é chamada "análise de cena auditiva". Tal tecnologia permite que a máquina segmente vários fluxos que ocorrem ao mesmo tempo. Muitos dispositivos usados comumente como smartphones, tradutores de voz e carros fazem uso de alguma forma de audição de máquina. A tecnologia atual ainda possui desafios na segmentação de fala. Isso significa que ela ocasionalmente é incapaz de separar as palavras corretamente dentro das frases, especialmente quando faladas num sotaque atípico.

## Toque de máquina
O toque de máquina é uma área da percepção de máquina onde a informação tátil é processada por uma máquina ou computador. As aplicações incluem a percepção tátil de propriedades de superfícies além de destreza, através das quais a informação tátil podem permitir reflexos inteligentes e interação com o ambiente. Apesar disso poder ser feito ao medir quando e onde a fricção ocorre e também a natureza e a intensidade da fricção, as máquinas, no entanto, ainda não possuem nenhuma forma de medir algumas experiências humanas físicas comuns como a dor física. Por exemplo, cientistas ainda precisam inventar um substituto mecânico para os nociceptores do corpo e do cérebro, que são responsáveis por notar e medir o desconforto e sofrimento físico humano.

## Olfato de máquina
Cientistas estão desenvolvendo computadores que podem reconhecer e medir odores. Substâncias transportadas pelo ar são sentidas e classificadas com um dispositivo conhecido como nariz eletrônico.

## Paladar de máquina
A língua eletrônica é um instrumento que mede e compara sabores. Segundo o relatório técnico do IUPAC, uma "língua eletrônica" como instrumento analítico que inclui uma variedade de sensores químicos não-seletivos com especificidade parcial a diferentes componentes de solução e um instrumento de reconhecimento de padrão adequado, capaz de reconhecer composições quantitativas e qualitativas de soluções simples e complexas.
Os compostos químicos responsáveis pelo sabor são detectados pelos receptores de sabor humanos. De forma similar, os sensores multieletrodos de instrumentos eletrônicos detectam os mesmos compostos orgânicos e inorgânicos dissolvidos. Assim como os receptores humanos, cada sensor possui um espectro de reações que se diferem um do outro. As informações dadas por cada sensor é complementar, e a combinação dos resultados de cada sensor gera uma impressão digital única. A maior parte dos limiares absolutos dos sensores são similares ou melhores que os receptores humanos.    
No mecanismo biológico, os sinais de sabor são transduzidos pelos nervos no cérebro para sinais elétricos. O processo dos sensores da língua eletrônica é similar: eles geram sinais elétricos como variações voltamperométricas e potenciométricas.
A percepção da qualidade de sabor e seu reconhecimento são baseados na construção ou reconhecimento de padrões de nervos sensoriais pelo cérebro, e na impressão digital do sabor do produto. Esse passo é alcançado pelo software estatístico da língua eletrônica, que interpreta os dados do sensor como padrões de sabor.  

## Futuro
Além das aplicações listadas acima, alguns dos obstáculos que futuramente a ciência da percepção de máquina ainda tem de superar incluem, mas não se limitam a:
- Cognição corporificada: a teoria de que a cognição é uma experiência completamente corpórea, e que portanto pode apenas existir, ser medida e analisada em sua completude se todas as habilidades e processos humanos estiverem funcionando em conjunto através de uma rede de sistemas de suporte e mutuamente consciente.

- Paradoxo de Moravec.

- Princípio da similaridade: a habilidade que crianças pequenas desenvolvem para determinar a qual família pertence um estímulo recém apresentado, mesmo se tal estímulo seja diferente dos membros com os quais a criança comumente associe a tal família. (Um exemplo poderia ser uma criança ao descobrir que um chihuahua é um cachorro e animal de estimação, em vez de um animal daninho.)

- Inferência inconsciente: o comportamento humano natural de determinar se um novo estímulo é perigoso ou não, o que é, e então como se relacionar com ele sem nunca precisar de novos esforços conscientes.

- A habilidade humana inata de seguir o princípio da verossimilhança a fim de aprender a partir de circunstâncias e outras pessoas ao longo do tempo.

- Teoria do reconhecimento por componentes: ser capaz de analisar e fragmentar mentalmente mecanismos complicados a fim de torná-los partes administráveis interativas. Por exemplo: uma pessoa vendo tanto o copo quanto sua alça, compondo uma caneca cheia de chocolate quente, a fim de segurar a alça da caneca para não se queimar.

- Princípio da energia livre: determinar muito anteriormente quanta energia pode-se delegar de forma segura, estando consciente das coisas fora de si sem a perda da energia necessária para sustentar sua vida e funções de forma satisfatória. Isso permite tornar-se consciente otimamente do mundo ao redor de si sem esgotar sua energia ao ponto de experimentar estresse prejudicial, fadiga por decisão e/ou exaustão.